# خولیو بایلون
خولیو بایلون (اسپانیایی: Julio Baylón‎; ۱۰ سپتامبر ۱۹۵۰ – ۹ فوریهٔ ۲۰۰۴) بازیکن فوتبال اهل پرو بود.
از باشگاه‌هایی که در آن بازی کرده‌است می‌توان به باشگاه فوتبال آلیانزا لیما و باشگاه فوتبال اس‌سی فورتونا کلن اشاره کرد.
وی همچنین در تیم ملی فوتبال پرو بازی کرده‌است.